# Mary Burrus Williams
Mary Burrus Williams (Outer Banks, Carolina del Norte, EE. UU., 5 de septiembre de 1941) es una colaboradora para documentar libros históricos, con su hermana la escritora de novelas románticas Dixie Burrus Browning, esos libros se publican bajo el seudónimo de Bronwyn Williams.
Las hermanas Burrus son hijas del famoso jugador de béisbol Maurice Lennon "Dick" Burrus.

## Biografía
Mary Burrus nació en Outer Banks, Carolina del Norte, EE. UU., dónde su familia ha vivido durante generaciones. Su abuelo era un capitán de barco Dozier Burrus, y su padre un jugador de béisbol, Maurice Lennon "Dick" Burrus.
Mary se casó con un Oficial Guardacostas de apellido Williams, ahora jubilado, y se fueron a vivir a Cape May, en el estado de Nueva Jersey.
Mary fue quién mostró a Dixie una colección de Harlequin romance, y Dixie decidió probar a presentarse a un concurso de novelas, iniciando así su carrera como escritora de novelas románticas contemporáneas.
Mary, le preguntó porque no se animaba a escribir novelas históricas también, y su hermana le dijo que ella no era capaz de dedicar el tiempo necesario para documentarse. Mary se ofreció a ayudarla con toda la documentación y aportando ideas, si ella decidía escribirlos. Escribieron su primera novela y se la pasaron a su hermana Sarah Burrus Shoemaker para que diese el visto bueno. Para su publicación decidieron combinar los nombres de casadas de ambas y modificándolos un poco crearon el seudónimo de: Bronwyn Williams. Lograron publicar su novela en 1988.